# Galéran II de Meulan
 (décembre 2014).
Si vous disposez d'ouvrages ou d'articles de référence ou si vous connaissez des sites web de qualité traitant du thème abordé ici, merci de compléter l'article en donnant les références utiles à sa vérifiabilité et en les liant à la section « Notes et références ».
Galéran II, ou Valéran II, fut vicomte de Meulan à la fin du Xe siècle. Il était fils de Galéran Ier, vicomte de Meulan, et de Lietgarde, vicomtesse de Mantes et de Meulan.

## Biographie
On ne sait que peu de choses sur ce vicomte. Son père mourut entre 985 et 987, et son fils Hugues est cité comme comte de Meulan en 998, voire dès 991, si l'on en croit les Europäische Stammtafeln. Ce manque de documentation est probablement dû à la brièveté de son passage à la tête de la ville de Meulan[pas clair].
On ignore le nom de son épouse, et l'on ne lui connaît que quatre enfants :
- Hugues, mort en 1005, vicomte de Meulan ;
- Lambert ;
- Emma ;
- Richard, seigneur de Neauphle.

Selon la nécrologie de Saint-Nicaise de Meulan, il serait mort un 10 avril, mais on en ignore l'année, qui doit se situer, on l'a vu, entre 987 et 991.